# Kolsid
Kolsid (Colseed, Quilcene, Colcine, Colcene), jedna od podgrupa Twana Indijanaca s Hood Canala na zaljevima Quilcene Bay i Dabop Bay, Washington. Gradić Quilcene (591; 2000) u okrug Jefferson nosi ime po njima.